# Cruzamiento
Cruzamiento significa cruzar entre diferentes razas. Esta es la práctica de introducir material genético no relacionado en una línea de reproducción. Aumenta la diversidad genética, lo que reduce la probabilidad de que un individuo esté sujeto a enfermedades o anomalías genéticas. 
El cruzamiento es la norma en la mayoría de los casos de la cría de animales, en contra de lo que comúnmente se cree. El criador de cruzamiento pretende eliminar cierto carácter biológico  utilizando "sangre nueva". Con los caracteres dominantes, uno todavía puede ver la expresión de los caracteres y puede eliminarlos, ya sea que uno realiza cruzamientos, reproduce en línea o por endogamia. En el caso de caracteres recesivos, el cruzamiento permite que los caracteres recesivos migren a través de una población. Entonces, el criador de cruzamiento puede tener individuos que tengan muchos genes perjudiciales que pueden expresarse por consanguinidad subsiguiente. Ahora hay una gama de genes nocivos dentro de cada individuo en muchas razas de perros.
El aumento de la variación de genes o alelos dentro del acervo genético puede proteger contra la extinción por factores estresantes del medio ambiente. Por ejemplo, en este contexto, un estudio reciente de medicina veterinaria trató de determinar la diversidad genética dentro de las razas de gatos.
Se cree que el cruzamiento es la "norma" en la naturaleza. El cruce de plantas generalmente se impone por la autoincompatibilidad. 
Los criadores se unen dentro de su grupo genético, intentando mantener rasgos deseables y eliminando aquellos que son indeseables. Cuando comienzan a aparecer rasgos indeseables, las parejas se seleccionan para determinar si un rasgo es recesivo o dominante. La eliminación del rasgo se logra mediante la reproducción de dos individuos que se sabe que no la portan.
Gregor Mendel utilizó el cruce en sus experimentos con flores. Luego usó la descendencia resultante para trazar los patrones de herencia, utilizando el cruce de hermanos y los cruces cruzados con los padres para determinar cómo funcionaba la herencia.
Charles Darwin, en su libro Los efectos del Cruce y la autofertilización en el Reino vegetal, llegó a conclusiones claras y definidas sobre el beneficio adaptativo del cruzamiento. Por ejemplo, afirmó (en la página 462) que "la descendencia de la unión de dos individuos distintos, especialmente si sus progenitores han sido sometidos a condiciones muy diferentes, tiene una inmensa ventaja en altura, peso, vigor constitucional y fertilidad sobre los hijos de cualquiera de los mismos padres". Pensó que esta observación era ampliamente suficiente para explicar la reproducción sexual por cruce. Las desventajas de la descendencia autofertilizada (depresión por consanguinidad) ahora se cree que se deben en gran medida a la expresión homocigótica de mutaciones recesivas perjudiciales; y se cree que las ventajas de la aptitud de la descendencia cruzada se deben en gran parte al enmascaramiento heterocigoto de tales mutaciones deletéreas. 